# Komatsu Typ 87
Komatsu Typ 87 ARV – japoński opancerzony pojazd rozpoznawczy produkcji firmy Komatsu.

## Historia rozwoju
Pod koniec lat 70. w Japonii rozpoczęto opracowywanie kołowego opancerzonego pojazdu rozpoznawczego. Przez długi czas Japonia eksploatowała głównie opancerzone pojazdy gąsienicowe ze względu na panujące trudne warunki terenowe. Rozwój serii pojazdów z rodziny Typ 87 rozpoczął się w 1983 roku, a testy w 1985 roku. Jak sugeruje jego nazwa, pojazd został wprowadzony do służby w 1987 roku. Łącznie wyprodukowano 111 egzemplarzy.

## Opis konstrukcji

### Opis techniczny
Załoga pojazdu Typ 87 liczy pięciu członków załogi (kierowca, radiooperator, strzelec, obserwator i dowódca). Dowódca oraz strzelec zajmują miejsce w wieży. Drzwi wejściowe znajdują się pośrodku drugiej i trzeciej osi po lewej stronie kadłuba. Po prawej stronie nadwozia znajdują się podobne drzwi, które otwierają się również do przodu. Pojazd jest standardowo wyposażony we wspomaganie kierownicy oraz pasywny noktowizor. Kadłub wykonano z jednorodnego pancerza walcowanego i jest w pełni spawany. Pancerz zapewnia załodze ochronę przed ogniem z broni ręcznej i odłamkami granatów.

### Uzbrojenie
Głównym uzbrojeniem jest japońska wersja 25-milimetrowego działka automatycznego Oerlikon Contraves produkowanego na licencji. Typ 87 może prowadzić ogień szeroką gamą amunicji NATO, w tym: amunicją HEI-T (pocisk odłamkowo-zapalający), SAPHEI-T (pół przeciwpancerny pocisk burząco-zapalający), TP-T (pocisk treningowy), APDS-T (pocisk przeciwpancerny z odrzucanym sabotem), TPDS-T (pocisk treningowy z odrzucanym sabotem), APFSDS-T (pocisk przeciwpancerny stabilizowany brzechwowo z odrzucanym sabotem) oraz FADPS (pocisk przeciwpancerny z rdzeniem fragmentującym). Zapas amunicji do głównego działa wynosi 140 sztuk amunicji, zaś działo ma szybkostrzelność na poziomie 600 pocisków na minutę. Efektywny zasięg głównego uzbrojenia wynosi 2 kilometry. Dodatkowo Typ 87 uzbrojony jest w karabin maszynowy kalibru 7,62 mm z zapasem 400 sztuk amunicji.

### Układ napędowy i zawieszenie
Pojazd zbudowano w układzie 6×6 (napęd na sześć kół). Napęd stanowi silnik Diesla Isuzu 10PBI o mocy 305 KM przy 2700 obr./min. Silnik ulokowany jest w tylnej części pojazdu po prawej stronie. Typ 87 wyposażony jest w zawieszenie na sprężynach śrubowych oraz ma prześwit wynoszący 45 cm. Pojazd jest wyposażony w centralny system pompowania opon. Potrafi pokonać przeszkodę pionową o wysokości 0,6 metra oraz rów o szerokości 1,5 m. Pojazd nie jest w pełni amfibią, bez przygotowania może przeprawić się przez przeszkodę wodną o głębokości maksymalnie jednego metra. Maksymalny zasięg pojazdu to 500 km.